# 中央119救助本部
中央119救助本部（ちゅうおう119きゅうじょほんぶ）は、韓国の行政機関である行政安全部の実働部隊で、大型災害事故における救難・救助のために活動する救助部隊である。本稿では前身となる中央119救助隊を中心に解説する。
日本で言えば、消防庁が全国どこにでも出動する直轄の、大隊（＝1個消防署）クラスの特別高度救助隊を保有していることに相当する。

## 設立の背景と沿革
1994年の聖水大橋崩壊事故や、1995年の三豊百貨店崩壊事故など相次いで発生した大規模事故を契機に、中央政府レベルで大型災害事故に迅速かつ効果的な救助活動を展開することを可能とするため、1995年12月に発足したのが中央119救助隊である。2011年1月28日に上級部隊の「救助団」に、さらに2013年9月17日には「本部」に昇格している。
主要な沿革
1995年10月19日：中央119救助隊職制公布（大統領令第14791号）
1995年12月27日：中央119救助隊発隊（ソウル市道峰区放鶴洞庁舎）
1997年5月27日：行政自治部とその所属機関の職制改正（大統領令第15382号）
1999年7月28日：庁舎を京畿道南楊州市に新しく竣工した新庁舎に移転
2001年3月2日：仁川空港高速道路救助救急隊設置
2008年2月27日：中央捜索救助調整本部設置
2011年1月28日：中央119救助団に昇格
2013年9月17日：中央119救助本部に昇格
2014年11月19日:セウォル号沈没事故の影響により、国民安全処新設に伴い海洋警察庁と共に消防防災庁解体。同処隷下となる。
2017年7月25日：国民安全処廃止。行政安全部が新設され、傘下に消防庁が置かれると共に海洋警察庁も復活。消防庁隷下となる。

## 主要任務
中央119救助団の主要任務は以下の通りである。
1. 各種の大型・特殊災難事故における救助・現場指揮および支援
2. 災難類型別救助技術の研究・普及及び救助隊員の教育訓練
3. 市・道知事の要請を受けて救助団長が必要だと認めた場合における災難事故の救助および支援
4. その他中央緊急救助統制団長が必要だと認めた場合における災難事故の救助及び支援

## 人員・装備など

### 組織
中央119救助団の本部は、京畿道南揚州市に設置されている。中央119救助団長の下、6チーム97名の隊員が所属している。隊員の採用に関しては、各地方自治体の消防本部から救助関係など各分野の優秀な職員の推薦を受けて転入させている。なお隊員は、一般公務員と同様に定年制度の適用を受けるため、定年まで救助団に所属することも可能である。その一方で再び地方自治体の消防本部へ昇進転出することもある。

### 装備
中央119救助団は、ヘリコプター3機、救助工作車3台、化学消防車1台、消防ポンプ車1台、消防化学分析除毒車1台など18台の車両を保有している他、人命救助犬4頭、水中多方向カメラ、水中音波探知装置、地中音波探知機など377種4,978点の装備を備えている。
| ヘリコプター | 指揮車 | バス | 救助工作車 | 化学分析除毒車 | 消防ポンプ車 | 救急車 | その他 |
| ------------ | ------ | ---- | ---------- | -------------- | ------------ | ------ | ------ |
| 3            | 1      | 1    | 3          | 1              | 1            | 2      | 9      |